# Palau del Castlà
El Palau del Castlà és un palau gòtic tardà del municipi de Montblanc (Conca de Barberà) declarat bé cultural d'interès nacional.

## Descripció
Es troba a la plaça de Sant Miquel i destaca per una façana amb una gran porta adovellada, on s'entreveuen finestrals renaixentistes, i rematada amb gàrgoles de pedra. Originàriament al mig de l'edifici hi havia un pati obert i porticat amb la corresponent escala noble. Temps enrere, el Palau tenia adossat un ampli jardí i hort que arribava fins al recinte emmurallat de Montblanc, amb sortida per l'anomenat portal del Castlà.
Gran palau construït com a residència del castlà, el representant del rei a la vila. L'edifici, fet de carreus i amb cantonades arrodonides, té estructura cúbica i tres pisos. En destaca la portalada de la façana principal amb un arc de mig punt adovellat. En aquesta façana es conserven dues gàrgoles de gran grandària.

## Història
Es va començar bastir quan es van acabar les muralles (s. XIV-XV). Originàriament era un edifici aïllat amb garites de vigilància als angles, pati porticat i un ampli jardí que arribava fins al portal del mateix nom. A la planta baixa hi havia les presons. Construït després de la Guerra Civil Catalana, durant la Guerra del Francès va sofrir un incendi i alguns assalts amb motiu de les posteriors guerres carlines, moment en què es van instal·lar les presons de la vila a la planta baixa.